# 이코노미스트 (대한민국의 잡지)
《이코노미스트》는 중앙일보가 1984년 창간한 경제 주간지이다. 창간 당시 격주간지로 발간하였으며 1994년 9월에 주간지로 전환했다. 영국의 《이코노미스트》와 제휴를 통해 기사교류를 하며 《이코노미스트》라는 제호를 사용하다가 중앙일보 시사미디어가 직접 발행하는 형태가 됐다. 1998년에 중앙일보가 직접 발행하는 것을 독립법인인 중앙일보이코노미스트로 분리됐으나 2003년에 '중앙일보 J&P'에 흡수됐다. 2005년에 이 법인은 '중앙일보 시사미디어'로 이름을 바꿨다. 이후 '중앙일보플러스'로 법인명이 변경되었고, 2021년 '중앙일보에스'로 법인명이 변경되었다. 또한 2021년 4월 26일부터 온라인은 데일리로 변경되었으며 2022년 6월 KG그룹에 매각됐다.